# Местер, Хорхе
Хорхе Местер (исп. Jorge Mester; род. 10 апреля 1935, Мехико) — американский дирижёр. Лауреат Премии Дитсона (1985) — старейшей американской премии для дирижёров.

## Биография
Сын эмигрировавших в Мексику венгерских евреев. Учился в Джульярдской школе (в которой затем долгие годы преподавал), затем занимался у Леонарда Бернстайна в Беркширском музыкальном центре. Дебютировал в 1955 г. с Национальным симфоническим оркестром Мексики. В 1967—1979 гг. возглавлял Луисвиллский оркестр, с которым осуществил более 70 записей, преимущественно музыки XX века (Даллапиккола, Шарль Кеклен, Шостакович, Пендерецкий и др.). В 1968 г. получил первую премию Наумбурговского конкурса молодых исполнителей. В 1972—1975 гг. одновременно главный дирижёр Филармонического оркестра Канзас-Сити. В 1984—2004 гг. руководил Пасаденским симфоническим оркестром, в 2006 г. вернулся в Луисвиллский оркестр.